# 권혜인
권혜인(1991년 10월 12일 ~ )은 대한민국의 YTN 前 기상 캐스터이자 프리랜서 방송인이다.

## 학력
- 인하대학교 문화콘텐츠학과 (학사)

## 경력
- 2017년 3월 ~ 2022년 12월 : YTN 기상캐스터

## 방송
- YTN 뉴스N이슈 기상캐스터
- YTN 뉴스 人 기상캐스터
- YTN 뉴스 Q 기상캐스터
- YTN 김선영의 뉴스나이트 기상캐스터